# Artur Desfours-Walderode
Artur hrabě Desfours-Walderode (německy Arthur Vinzenc Maximilian Franz Josef Reichsgraf Desfours-Walderode zu Mont und Athienville und Eckhausen) (21. února 1852 Praha – 27. srpna 1917 Prešpurk) byl rakousko-český šlechtic, zakladatel potštátské větve rodu Desfoursů a amatérský mineralog.

## Život
Narodil se jako nejmladší z pěti dětí hraběte Františka Desfours-Walderode (1809–1869) a jeho manželky Marie Anny von Mayersbach (1819–1879), dcery rytíře Mořic Mayera z Mayersbachu a Františky Lipovské z Lipovice.

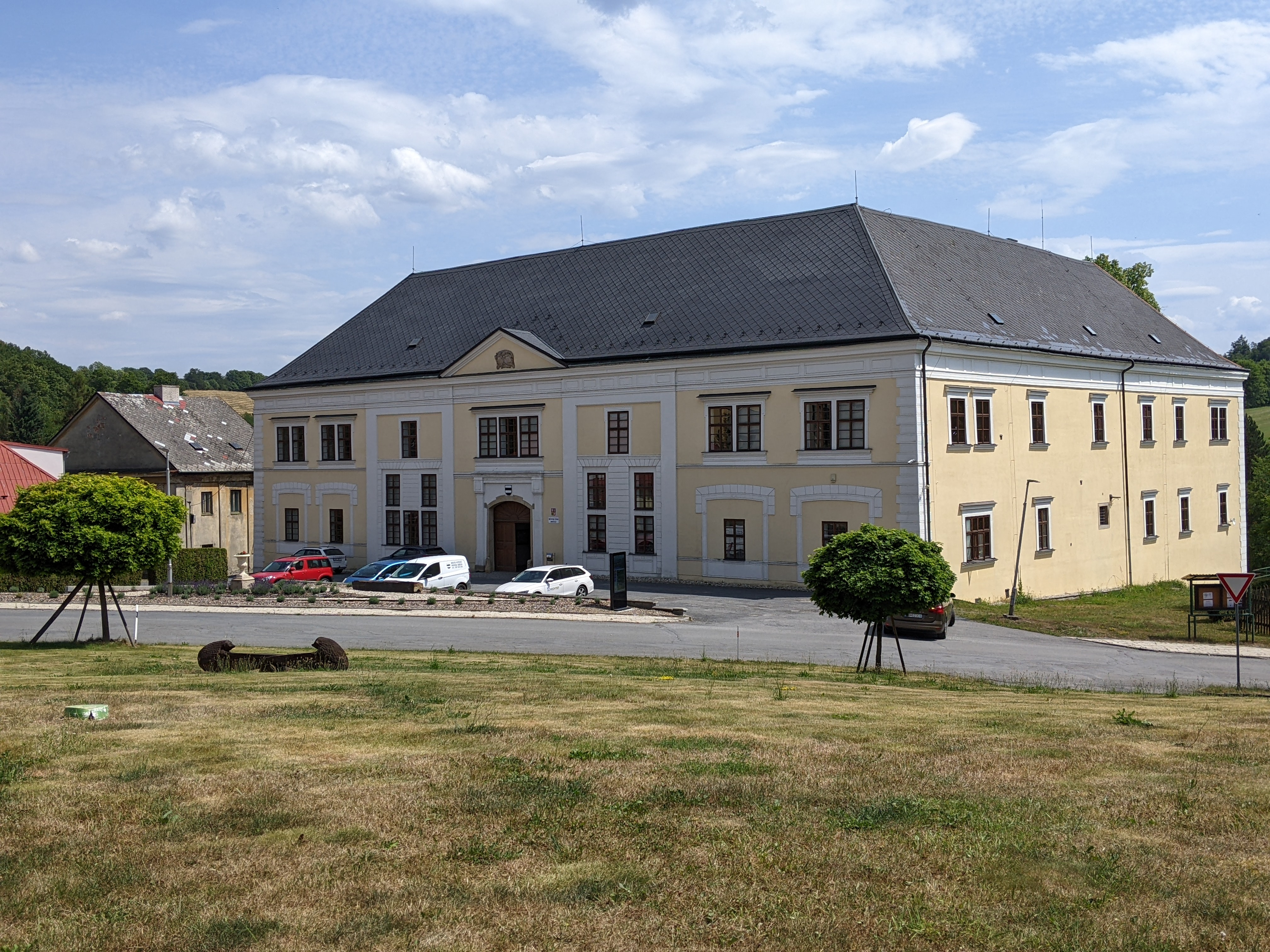
Zámek v Potštátě

Zatímco starší bratr Theodor (1841–1894) zdědil statky v Čechách (Hrubý Rohozec), Artur převzal sekundární rodový fideikomis, který byl dědictvím po rodu Walderode. K majetku patřily statky Potštát a Dřínov s celkovou rozlohou přibližně 4 500 hektarů půdy. Usadil se na zámku Potštát, který byl předtím upraven v klasicistním stylu jeho otcem. Krátce po převzetí dědictví nechal provést také novogotické úpravy na zámku Dřínov doložené letopočtem 1875 na věži. Kromě pozemků a nemovitostí zdědil Artur rozsáhlou mineralogickou sbírku, kterou jeho otec shromažďoval v první polovině 19. století na zámku v Horních Beřkovicích. Převezl ji na své sídlo v Potštátě a po jeho smrti ji spravoval syn Zikmund. Po Zikmundově smrti byla sbírka čítající více než 4500 exemplářů v roce 1938 prodána firmě Baťa.
Kromě mineralogie se hrabě věnoval genealogii a rodové historii. Byl čestným rytířem Maltézského řádu a získal čestné občanství v Potštátě. Zemřel v Prešpurku v průběhu první světové války ve věku 65 let. Je pohřben v rodinné hrobce na hřbitově v Potštátě.

## Manželství a potomci
V Dobromilicích se 14. října 1876 oženil s hraběnkou Michaelou Bokůvkovou z Bokůvky (1851–1940). Manželství nebylo šťastné, Artur měl konfliktní povahu, propadal záchvatům vzteku, fyzicky napadal manželku, děti i služebnictvo. Michaela se naopak několikrát dopustila nevěry. Manželské rozpory řešilo okresní hejtmanství v Hranicích a v roce 1886 došlo k rozvodu. Z manželství se narodily čtyři děti. Dospělosti se dožila dcera Marie (1880–1963) která byla lékařkou a syn Zikmund. Oba sourozenci zůstali svobodní a bezdětní. 
- 1. Josef (19. 9. 1879 Potštát – 20. 9. 1879 tamtéž)[11]
- 2. MUDr. Marie (18. 7. 1880 Potštát – 13. 3. 1963 tamtéž)[12]
- 3. Zikmund (3. 3. 1882 Potštát – 6. 9. 1936 tamtéž)[13]
- 4. Alfred (*/† 7. 5. 1883 Potštát)[14]

Po Zikmundově smrti zdědil Potštátské panství jeho bratranec Kuno, kterému byly majetky v roce 1945 na základě Benešových dekretů zkonfiskovány.